# Ilhéu de Santana
Ilhéu de Santana is een eilandje in de Golf van Guinee. Het ligt net ten oosten van Sao Tomé vlak bij het gelijknamige stadje Santana en maakt deel uit van de republiek Sao Tomé en Principe.
Het eiland kent geen permanente bewoning. Administratief valt het eiland onder de provincie Sao Tomé en het district Cantagalo.

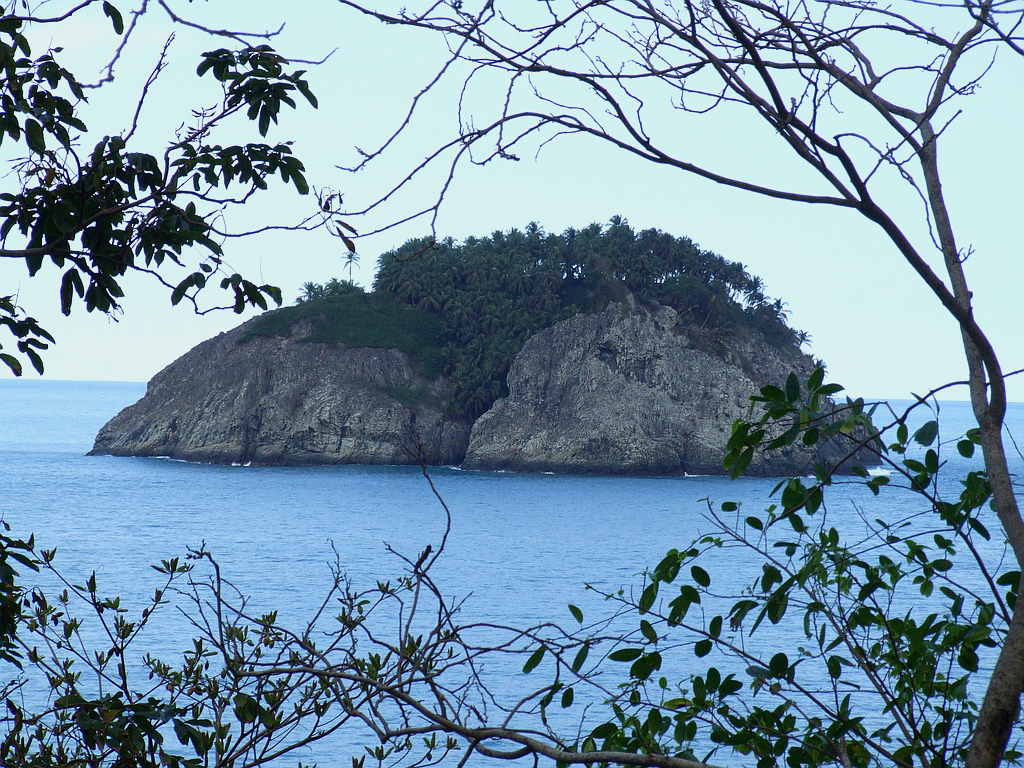
Ilhéu de Santana bekeken vanaf Sao Tomé

Provincies: Sao Tomé (Sao Tomé) · Principe (Santo António)
Districten: Água Grande (Sao Tomé) · Cantagalo (Santana) · Caué (São João dos Angolares) · Lembá (Neves) · Lobata (Guadalupe) · Mé-Zóchi (Trindade) · Pagué (Santo António)
Eilanden: Ilhéu Bom Bom · Ilhéu das Cabras · Ilhéu Caroço · Principe · Ilhéu das Rolas · Ilhéu de Santana · Sao Tomé · Tinhosa Grande · Tinhosa Pequena